# Arto Härkönen
Arto Kalevi Härkönen (ur. 31 stycznia 1959 w Helsinkach) – fiński lekkoatleta specjalizujący się w rzucie oszczepem.
Złoty medalista olimpijski z Los Angeles (1984) – wygrał rzutem na odległość 86,76 m. Zajął 5. miejsce na mistrzostwach Europy w 1982 w Atenach. Na mistrzostwach świata w 1983 w Helsinkach nie wszedł do finału. Mistrz Finlandii z 1982. 
Rekord życiowy: 92,40 (1 lipca 1984, Pihtipudas).